# Aeroporto Internacional de Birmingham-Shuttlesworth
O Aeroporto Internacional de Birmingham-Shuttlesworth (em inglês: Birmingham-Shuttlesworth International Airport) (IATA: BHM, ICAO: KBHM) é um aeroporto internacional localizado em Birmingham no estado do Alabama, nos Estados Unidos.